# Everything's Eventual
Everything's Eventual est le premier album d'Appleton dont les membres viennent de All Saints. 3 singles ont été réalisés à partir de cet album: "Fantasy", "Don't Worry" et "Everything Eventually".
L'album est nommé d'après une petite histoire de Stephen King, Everything's Eventual: 14 Dark Tales, car Natalie est une de ses grandes admiratrices. L'album devait s'appeler "Aloud". 

## Liste des morceaux
| #   | Titre                                         | Durée |
| --- | --------------------------------------------- | ----- |
| 1.  | "Fantasy"                                     | 3:49  |
| 2.  | "Don't Worry"                                 | 4:44  |
| 3.  | "Hallelujah"                                  | 4:27  |
| 4.  | "Everything Eventually"                       | 4:47  |
| 5.  | "M.W.A."                                      | 3:39  |
| 6.  | "Ring-A-Ding-Ding"                            | 6:31  |
| 7.  | "Supernaturally"                              | 3:41  |
| 8.  | "All Grown Up"                                | 4:23  |
| 9.  | "Waiting For Your Love"                       | 3:34  |
| 10. | "5am"                                         | 4:13  |
| 11. | "Long Long Road"                              | 4:16  |
| 12. | "Anyone"                                      | 3:33  |
| 13. | "Blow My Mind" (GB seulement : chanson bonus) | 3:48  |